# Чарлз Вейн
Чарлз Вейн (англ. Charles Vane; бл. 1680 — 29 березня 1721) — англійський пірат, який діяв на Багамах наприкінці Золотої доби піратства. Перший відомий піратський досвід здобув під керівництвом Генрі Дженнінгса під час нападу Дженнінгса на іспанський табір, що займався порятунком розбитого іспанського Срібного флоту 1715 року біля берегів Флориди. В 1717 році Вейн вже командував власною флотилією і був одним із лідерів піратської республіки  у Нассау. Вейн був відомий своєю жорстокістю, часто бив, катував і вбивав моряків із захоплених ним кораблів. У лютому 1719 року Вейн потрапив у шторм біля островів Іслас-де-ла-Байя і після кораблетрощі врятувався на безлюдному острові. Коли його виявив британський корабель, що проходив повз, він був заарештований і доставлений до Порт-Рояля, де його врешті судили і повісили в березні 1721 року.

## Піратська кар'єра
Про раннє життя Вейна відомо небагато. Він жив у Порт-Роялі до того, як стати піратом, але, швидше за все, народився не там.
Вейн перебував у флоті Генрі Дженнінгса під час нападу отаннього на іспанський рятувальний табір, що займався порятунком скарбів із затонулого біля берегів Флориди іспанського Срібного флоту 1715 року.
Вейн вперше виступив як незалежний капітан влітку 1717 року. До зими того ж року він став одним із піратських лідерів в Нассау. Коли до піратів дійшла звістка, що король Великої Британії Георг I поширив пропозицію про помилування всім піратам, які бажали здатися, Вейн очолив піратів, які виступали проти помилування, серед яких були багато якобітів. 23 лютого 1718 року капітан Вінсент Пірс прибув до Нассау на HMS Phoenix, намагаючись змусити піратів на острові здатися. Вейн був схоплений разом зі своїм шлюпом «Lark». Бенджамін Горніґолд, Томас Ніколс та інші закликали Пірса звільнити Вейна на знак доброї волі, що він і зробив. Пізніше Вейн заявив Пірсу, що має намір прийняти королівське помилування, але 21 березня Вейн та його люди (в тому числі Едвард Інгланд і Каліко Джек) знову стали піратами, захопивши шлюп з Ямайки. Вейн повернувся до Нассау і неодноразово переслідував Пірса, вимінявши захопленний шлюп на свій «Lark». Вейн покинув Нассау 4 квітня, чотири дні потому Пірс з HMS Phoenix також відплив з міста, і Нассау знову контролювали пірати.
Вийшовши з Нассау, Вейн здійснив набіг на кораблі навколо Багамських островів. Він здобув репутацію жорстокого злочинця, оскільки і він і його команда часто били або катували полонених, щоб змусити їх віддати свої цінності. Приблизно в цей час екіпаж Вейна перейменував шлюп Lark, назвавши його Ranger.
Вейн знову здійснив круїз у травні та червні, захопивши, серед інших кораблів, двадцятигарматний французький корабель, який став новим флагманом Вейна.
Вейн перебував в Нассау, коли 22 липня 1718 року в місто прибула англійська флотилія Вудса Роджерса, який мав вступити на посаду нового губернатора. Кораблі Роджерса заблокували Вейна в гавані. Корабель Вейна був занадто великим, щоб пройти через один з двох входів у гавань, а з іншого стояли кораблі флота Роджерса. Тієї ночі Вейн перетворив французький корабель на брандер, підпаливши його і відправивши в бік кораблів Роджерса. Брандер пошкодив лише один з кораблів Роджерса, але англійські кораблі були змушені відійти, розблокувавши канал. Вейн захопив невеликий 24-гарматний шлюп «Katherine» і втік через менший вхід, коли кораблі Роджерса повернулися.
Працюючи з Чарлзом Єйтсом, колишнім капітаном «Katherine» Вейн захопив кораблі з Багамських островів у липні,. Бригантина, яку захопив Вейн, стала його новим флагманом. У серпні він відплив у Чарльстон і пограбував там вісім кораблів. Захопивши невільницький корабель, він пересадив рабів на борт корабля Єйтса, проте Єйтс відплив з рабами і здався губернатору Південної Кароліни в обмін на помилування. Для полювання на Вейна купці Чарльстона спорядили два шлюпи під командуванням Вільяма Ретта. Ретту не вдалося знайти Вейна, але його кораблі знайшли і захопили пірата Стеда Боннета.

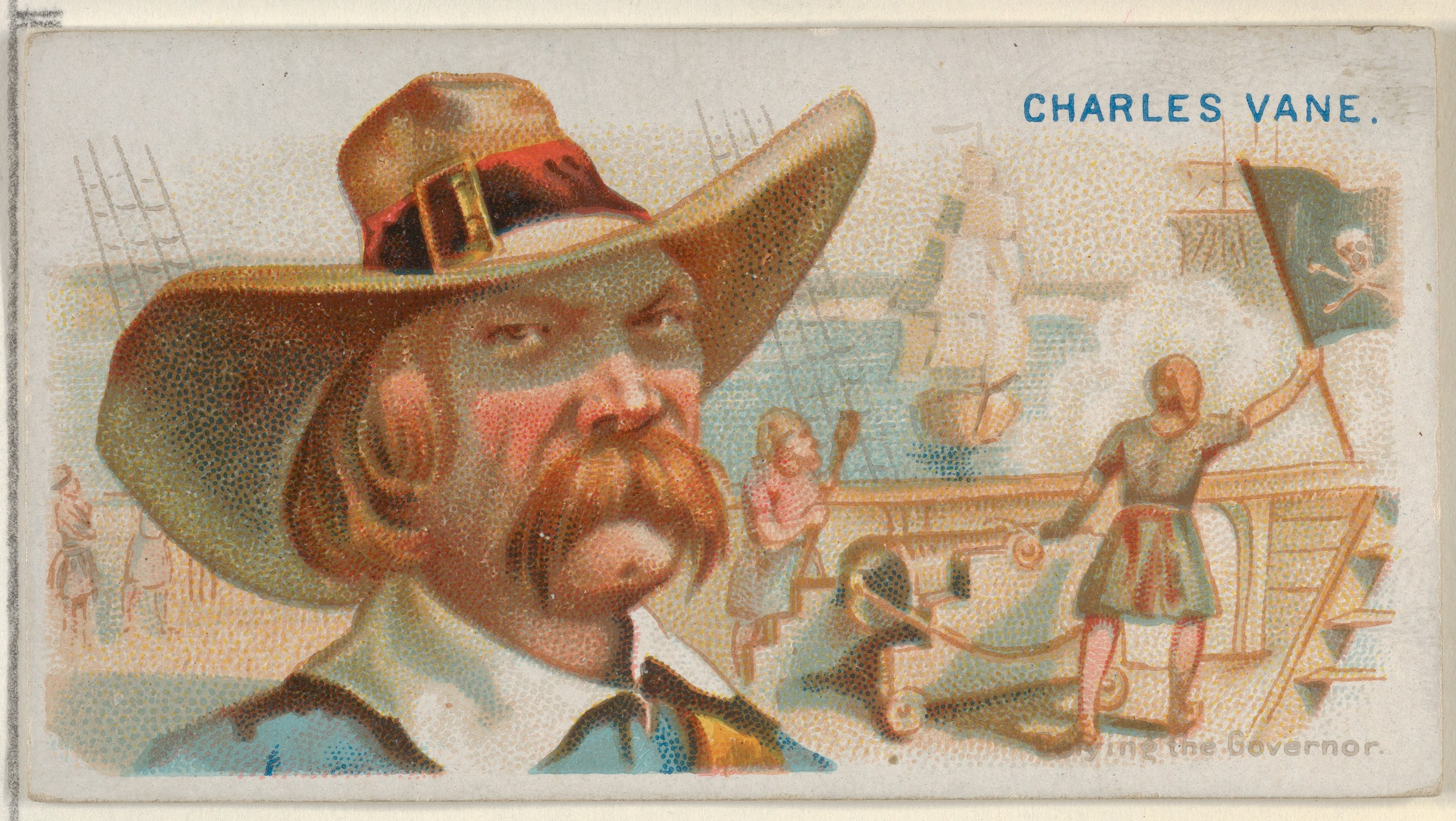
Чарлз Вейн кидає виклик губернатору. Із серії Піратів Іспанії (N19) для сигарет Allen & Ginter MET DP835025

У серпні Вейн кілював свій корабель поблизу Абако, куди його спільник Ніколас Вудолл контрабандою перевозив йому припаси та боєприпаси. Горніґолд став мисливцем на піратів разом зі своїм соратником Джоном Кокрамом і став полювати за Вейном. Хоча Вейну вдалось втікти, Горніґолд і Кокрам захопили Вудолла, якого ув'язнив Роджерс.
Вейн повернувся до Нассау у вересні, щоб одружитися, погрожуючи повернути собі місто. У жовтні Вейн відплив до острова Окракок, щоб зустрітись там з Чорною Бородою, можливо, намагаючись переконати Чорну Бороду об'єднатися з ним заради нападу на Нассау. Дві команди святкували разом кілька днів, але потім розійшлися.
У жовтні Вейн здійснив набіг на Ельютеру, викравши на острові алкоголь і худобу. 23 листопада Вейн помітив великий фрегат, але коли пірати підняли Веселого Роджера, фрегат відповів, піднявши французький морський прапор і відкрив вогонь. Бригантина і шлюп Вейна мали значно менше гармат і він наказав відступити. Команда Вейна розцінила це як боягузтво і пізніше проголосувала змістити Вейна з посади капітана на користь Джека «Каліко» Рекгема. Рекгем віддав Вейну і шістнадцятьом його прибічникам, включаючи його першого помічника Роберта Діла, шлюп з запасом харчів і зброї.
Вейн відплив до островів Іслас-де-ла-Байя, захоплюючи по дорозі шлюпи, одним з яких став командувати Діл. У лютому 1719 року Вейн і Діл потрапили в ураган і їх кораблі розлучилися, після чого Вейн зазнав кораблетрощі біля безлюдного острова. Коли на острів для поповнення запасів води прибули англійські кораблі, Вейн спробував приєднатися до екіпажу одного з кораблів під чужим ім'ям, але серед англійців знайшлась людина, що знала його раніше, його було викрито і заарештовано.
Вейна доставили до Спаніш-Тауну на Ямайці і деякий час утримували у в'язниці. 22 березня 1721 року його судили за піратство і визнали винним. Вейн дізнався, що Діла судили, звинуватили і повісили деякий час раніше. Вейна засудили до страти, а 29 березня його повісили на Галлоуз-Пойнт у Порт-Роялі. Його труп повісили на ланцюгах у Ган-Кей при вході в бухту.

## У масовій культурі
- «Скарби піратської точки» (1999). Сімейний фільм. Чарлза Вейна зіграв В. Морган Шеппард[22].
- «Assassin's Creed IV: Black Flag» (2013). Відеогра. Чарлз Вейн з'являється як другорядний герой[23], його озвучив Ральф Інесон[24].
- «Чорні вітрила» (2014—2017). Телесеріалі Starz. Чарлза Вейна зіграв Зак Макгоуен[25].
- «Втрачене піратське королівство» (2021). Документальний серіалу Netflix. Чарлза Вейна в шести епізодах грає Том Падлі.